# أنتوني إس. بلاك
أنتوني إس. بلاك (بالإنجليزية: Anthony S. Black)‏ هو فارس أمريكي، ولد في 4 سبتمبر 1951 في ماونت هولي ‏ في الولايات المتحدة.